# 森夏節
森 夏節（もり かおり）は、日本の情報学者。酪農学園大学環境共生学類 フィールド情報学研究室 教授。

## 略歴
法政大学経済学部を卒業後、1990年に酪農学園大学教授となる。コンピュータ利用教育学会副会長、早稲田大学高等学院SSH運営指導委員などを務める。

## 著作等

### 論文
- 『Webブラウザベースのオブジェクト指向言語実行環境』（2016PCカンファレンス論文集 7-10 2016年）
- 『フィールド調査を用いた情報リテラシーの利活用』（2016PCカンファレンス論文集 191-194 2016年）

## 専門分野
- 環境調査
- 情報学

## 受賞歴
- PCカンファレンス2016 、論文賞（共同執筆）